# Ford Corsair
La Ford Corsair è un'autovettura di taglia media realizzata da Ford nel Regno Unito, sia in versione berlina che in versione station wagon, dal 1964 al 1970. Venne realizzata anche una versione convertibile da Crayford, la quale attualmente è molto rara e stimata come un classico.

## Caratteristiche
La Corsair condivise molte parti meccaniche e altri componenti con la Ford Cortina e per quei tempi ebbe uno stile particolare, caratterizzato da un frontale spigoloso all'interno del quale vennero collocati i fanali rotondi. Questo diede alla vettura una forma aerodinamica. Lo stile complessivo richiamava molto quello delle prime Ford Thunderbird e, nonostante le particolarità, piacque molto.
Inizialmente la macchina venne venduta con un motore da 60cv (45 kW), con carburatore, 1.5 cm³ Kent che venne usato anche per la più piccola Ford Cortina. Nel 1964 il team di Tony Brooks con una Corsair GT motorizzata con il 1.5 cm³ Kent segnalò 13 record mondiali di velocità nel circuito di Monza in Italia, registrando 159 km/h per 24000 km nella categoria "under 1500 cm³". La gamma motori venne revisionata nel 1965, adottando dei nuovi V4 1663 cm³ che erano poco scattanti al minimo e non spiccavano nelle doti stradali. Nel 1966 venne aggiunto un 2 litri di cilindrata capace di segnare i 153 km/h. Il marketing propose per i nuovi motori lo slogan: "L'auto che viene vista, ma non sentita" e date le caratteristiche dei motori, questo annuncio venne considerato in modo ironico.
Una versione station wagon costruita da Abbott venne aggiunta nel 1966 e, sempre nello stesso, anno la Corsair ricevette l'aggiornamento Executive come la più piccola Cortina, ovvero sulla motorizzazione 2000 cm³ vennero aggiunte delle fiancate cromate, copricerchi unici, un nuovo rivestimento del cielo dell'abitacolo e nuovi accessori.
La Corsair venne sostituita dalla Cortina MkIII nel 1970, quando quest'ultima divenne la vettura di taglia media di casa Ford, e un nuovo modello più piccolo, la Ford Escort, venne aggiunto al listino. Inoltre, la nuova Ford Capri divenne l'auto sportiva e prestazionale della compagnia.
In sei anni di produzione, vennero costruite 310.000 Corsair.